# Чупров, Фёдор Михайлович
Фёдор Михайлович Чупров — советский хозяйственный, государственный и политический деятель.

## Биография
Родился в 1921 году в селе Устюг. Член КПСС с 1943 года.
Участник Великой Отечественной войны, замкомандира батальона по строевой части. С 1946 года — на хозяйственной, общественной и политической работе. В 1946—1990 гг. — инструктор ЦК КП Киргизской ССР, первый секретарь Майли-Сайского горкома партии, секретарь Ошского промышленного обкома партии, председатель Ошского промышленного облисполкома, заведующий отделом ЦК КП Киргизской ССР, второй секретарь Фрунзенского горкома партии.
Избирался депутатом Верховного Совета Киргизской ССР 6-го, 7-го, 8-го, 9-го, 10-го созывов.
Умер во Фрунзе в 1990 году.